# St. Clair County (Michigan)
St. Clair County je okres ve státě Michigan ve Spojených státech amerických. K roku 2010 zde žilo 163 040 obyvatel. Správním městem okresu je Port Huron. Celková rozloha okresu činí 2 167 km².